# Астреево
Астреево — деревня в Малоярославецком муниципальном районе Калужской области. Входит в сельское поселение «Село Кудиново». Находится на реке Лужа.

## География
Рядом — деревни Лукьяново(1 км), Константиново(1 км)  и Некрасово (2км).

## История
В конце XVIII века — пустошь Астреева, Григория Алексеевича и Фёдора Алексеевича Замыцких, Льва Кондратьевича Шишкина, на берегах реки Лужи и Константиновского оврага.

## Население
| 2002 | 2010 |
| ---- | ---- |
| 8    | ↘5   |